# 流行体

流行体（方正）

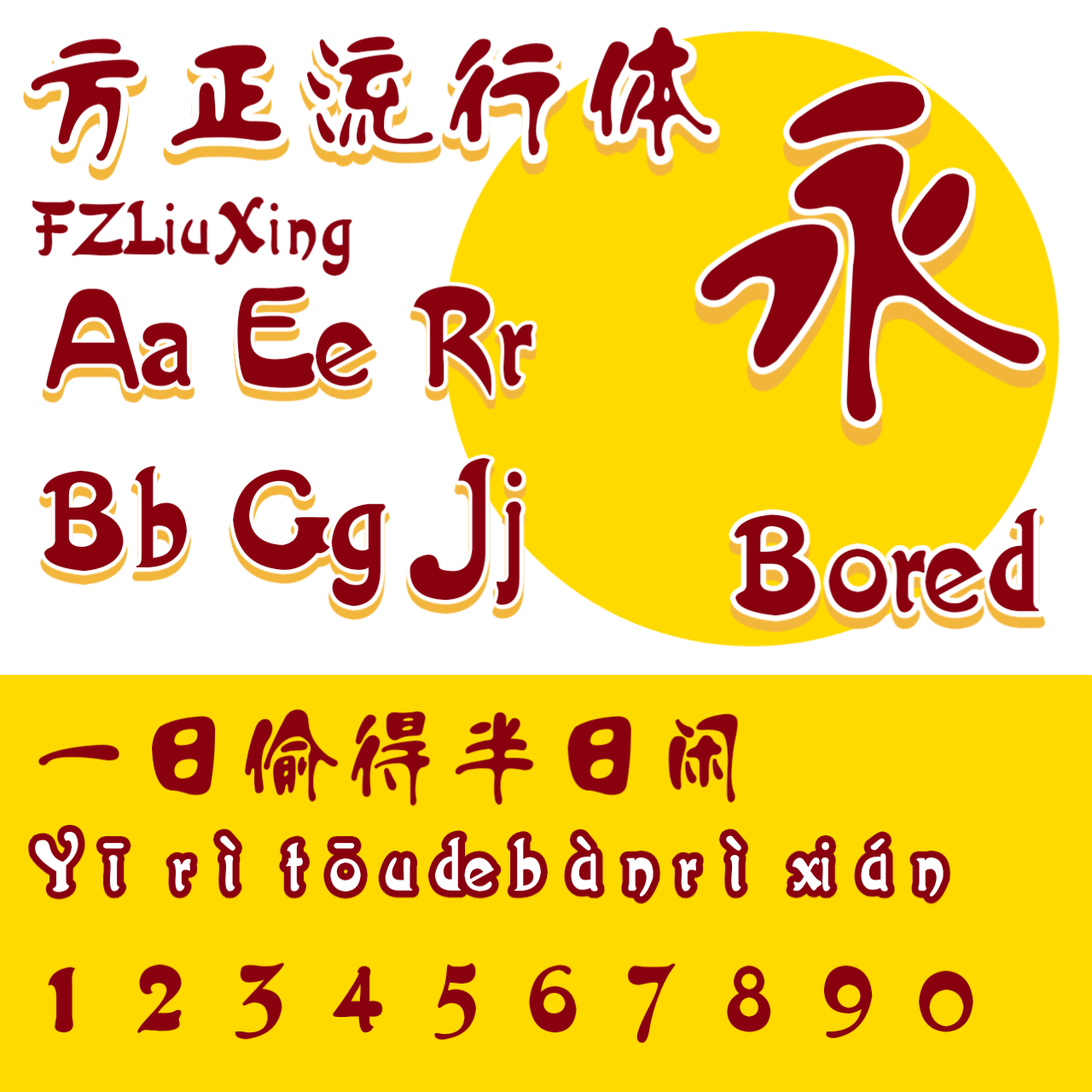
流行体样本

流行體是北京方正集團開發的創意美術字體。該字體由蘇英華設計，在2001年第一屆「方正獎」中文字體設計大賽上獲二等獎，從而入選方正字庫。其特點在於全部由矢量軟件Adobe Illustrator繪製而成，在遵循漢字結構和字型規律的前提下，着力使字型誇張化、裝飾化，富於動感和表現力。
現在流行體已應用於廣告、平面設計及影視字幕等領域。